# 퀸시 와츠
퀸시 D. 와츠(Quincy D. Watts, 1970년 6월 19일 ~ )는 전 미국의 육상 선수로 1992년 하계 올림픽 2관왕이다.
디트로이트에서 태어나 서던캘리포니아 대학교에서 수학하면서 육상뿐만 아니라 미식축구에도 뛰어난 와츠는 1987년 로스앤젤레스 도시 기록으로 세워진 10.36초로 100m를 달렸다. 100m와 200m에 전문적이었던 그는 USC 코치 짐 부시에 의하여 400m로 전향하였다.
1992년 400m 올림픽 타이틀을 우승하였다. 그는 두 번이나 리 에번스의 올림픽 기록 43.86초를 깼는데 준결승전에서 43.71초, 결승전에서 43.50초를 세웠다. 또한 2분 55.74초로 세계 기록을 깬 미국 1600m 릴레이 팀의 일원이기도 하였다.
1991년 세계 육상 선수권 대회에서 1600m 릴레이 은메달을 획득하다가, 2년 후에 그 종목의 우승을 차지하였다. 개인적 400m 결승전에서는 4위에 머물렀다.
1994년과 1995년 그는 45초를 깨는 데 실패하였고, 1996년 미국 올림픽 선발 시합에서 45.64초와 함께 7위를 하였다. 마이클 존슨의 그림자에 의하여 가려진 그는 1997년 은퇴하여 태프트 고등학교의 총감독으로 기용되었다.
현재 그는 하버드 웨스트레이크 스쿨의 육상 조감독으로 있다.